# Quercus rex
Quercus rex — вид рослин з родини Букові (Fagaceae); поширений на південному сході Азії.

## Опис
Дерево може досягати 40 м у висоту й обхвату стовбура до 3 м. Кора сіра червонувато-коричнева. Гілочки стрункі, спочатку блідо-коричнево вовнисті, стаючи безволосими. Листки 12–27 × 4–9 см, дещо тісні на кінці гілочок, шкірясті, довгасто-ланцетні, ланцетоподібні або оберненоланцетні; верхівка від гострої до коротко загостреної; основа клиноподібна; краї дрібно зазубрені до верхівкової половини; густо смагляво вовнисті у молодому віці; зрілі листки блискуче зелені та безволосі зверху, а знизу сірувато-зелені й безволосі; ніжка листка товста й волохата, 1.8–2.4 см завдовжки. Чоловічі сережки у кластерах по 3, тонкі, пониклі, чоловічі квітки з 5-лопатевою оцвітиною, 6 тичинок з волосистими пиляками. Жолудь дуже великий, субкулястий, вдавлений на верхівці, блідо-коричневий, діаметром 3.5–5 см; чашечка жолудя сидяча, вкриває горіх на 1/2–1/3, плоска, висотою 1.5–1.8 см, діаметром 3.5–6 см; дозріває 1 або 2 роки.
Період цвітіння: квітень — травень.

## Середовище проживання
Поширення: Юньнань — Китай, Аруначал-Прадеш — Індія, Лаос, М'янма, Таїланд, В'єтнам. Зростає в широколистяних субтропічних лісах та змішаних нижньогірних лісах. Висота зростання: 1100–1800 м.

## Використання
Q. rex використовується в сільськогосподарських цілях племенем Монпа з Аруначал-Прадеш, Індія. Плем’я використовує сухе листя як мульчу / органічну речовину для підвищення родючості ґрунту, контролю ерозії ґрунту та збереження вологості ґрунту в системі посівів.

## Загрози й охорона
За словами експертів, великих загроз для виду немає.
Відомо, що Q. rex трапляється принаймні в одному природоохоронному місці, в заповіднику дикої природи Као Сой Дао в Таїланді. Крім того, вид зберігається на місцевому рівні племенем Монпа в Аруначал-Прадеш, Індія.